# Owenton
Owenton é uma cidade localizada no estado americano de Kentucky, no Condado de Owen.

## Demografia
Segundo o censo americano de 2000, a sua população era de 1387 habitantes.
Em 2006, foi estimada uma população de 1476, um aumento de 89 (6.4%).

## Geografia
De acordo com o United States Census Bureau tem uma área de
5,8 km², dos quais 5,8 km² cobertos por terra e 0,0 km² cobertos por água. Owenton localiza-se a aproximadamente 283 m acima do nível do mar.

## Localidades na vizinhança
O diagrama seguinte representa as localidades num raio de 20 km ao redor de Owenton.